# Airosperma
Airosperma, biljni rod drveća i grmova iz porodice broćevki smješten u tribus Airospermeae. Postoji šest priznatih vrsta, dva su endemi s Fidžija, a ostali s otoka Nove Gvineje
Rod je opisan u Die Flora der Deutschen Schutzgebiete in der Südsee 565. 1900.

## Vrste
1. Airosperma fuscum S.Moore
2. Airosperma grandifolia Valeton
3. Airosperma psychotrioides K.Schum. & Lauterb.
4. Airosperma ramuensis K.Schum. & Lauterb.
5. Airosperma trichotomum (Gillespie) A.C.Sm.
6. Airosperma vanuense S.P.Darwin

## Sinonimi
- Abramsia Gillespie